# ثنائي فلورو ثنائي فينيل ثلاثي كلورو الإيثان
ثنائي فلورو ثنائي فينيل ثلاثي كلورو الإيثان، ويُعرف اختصارا باسم الدي إف دي تي (DFDT)، هو مركب كيميائي يشبه في تركيبه تركيب مركب آخر شائع الاستخدام كمبيد حشري، وهو ثنائي كلورو ثنائي فينيل ثلاثي كلورو الإيثان، والذي يعرف باسم الدي دي تي، باستثناء أن ذرتا فلور في ثنائي فلورو ثنائي فينيل ثلاثي كلورو الإيثان يحلا محل ذرات الكلور في ثنائي كلورو ثنائي فينيل ثلاثي كلورو الإيثان.
كان أول من طوّر مركب ثنائي فلورو ثنائي فينيل ثلاثي كلورو الإيثان بهدف استخدامه كمبيد للحشرات هم العلماء الألمان أثناء الحرب العالمية الثانية لتجنب الاضطرار إلى دفع تكاليف باهظة نظير استخدام مبيد الدي دي تي الذي حظي جيش الحلفاء هي بحق إنتاجه. ظل المركب بعيدا عن الأضواء لسنوات بعد الحرب.
توصلت دراسة أجراها باحثون في مجال الكيمياء من جامعة نيويورك في عام 2019 إلى أن كل من مركب ثنائي فلورو ثنائي فينيل ثلاثي كلورو الإيثان ومشتقه أحادي الفلور (MFDT) قد يكونان أكثر فعالية كمبيدات للحشرات من مركب ثنائي كلورو ثنائي فينيل ثلاثي كلورو الإيثان، ومن ثم يمكن استخدامهما في مكافحة الملاريا نظرا لأن لهما مخاطر أقل على البيئة، إلا أن الدراسة عادت في وقت لاحق لترجح أن ثنائي فلورو ثنائي فينيل ثلاثي كلورو الإيثان قد يكون مبيد حشري غير فعال في مكافحة ناقلات العدوى للإنسان.